# Iconi
Iconi este un oraș în Comore, în  insula autonomă Grande Comore. În 2012 avea o populație de 8817, iar la recensământul din 1991 avea 5191 locuitori.